# Trane Technologies
Trane Technologies plc (раніше Ingersoll-Rand plc) — американська диверсифікована промислова виробнича компанія з місцезнаходженням у Ірландії, утворена в 1905 році в результаті злиття Ingersoll-Sergeant Drill Company і Rand Drill Company. Штаб-квартира знаходиться поблизу Дубліна, Ірландія.
Хоча компанія відома як Ingersoll Rand, вона є складовою індексу S&P 500 з 2010 року, замінивши Pactiv Corporation 16 листопада 2010 року.

## Історія
У 1871 році Саймон Інгерсолл (1818–1894) заснував компанію Ingersoll Rock Drill Company у Нью-Йорку , а в 1888 році вона об’єдналася з Sergeant Drill, щоб сформувати Ingersoll Sergeant Drill Company. Також у 1871 році брати Аддісон Ренд (1841–1900) і Джаспер Ренд-молодший (1837–1909) заснували Rand Drill Company з основним заводом у Террітауні, штат Нью-Йорк. Свердла Rand розчистили підступний канал нью-йоркських воріт пекла і використовувалися при будівництві акведуків у Нью-Йорку та Вашингтоні, округ Колумбія, а також тунелів у Хаверстроу та Вест-Пойнт, Нью-Йорк, і в Віхокені, Нью-Джерсі. У 1905 році Ingersoll-Sergeant Drill Company об'єдналася з Rand Drill Company, щоб утворити Ingersoll Rand. З того часу компанія Ingersoll Rand значною мірою зросла шляхом придбання.

### Дизельні двигуни
У 1920-х роках Ingersoll Rand постачала дизельні двигуни для локомотивів, виготовлених як General Electric, так і ALCO.

### 21 століття
У жовтні 2002 року акціонери проголосували за перенесення реєстрації компанії на Бермудські острови, щоб капіталізувати заощадження на податках на прибуток корпорацій США з продукції, що продається за кордоном. Переміщення компанії на папері коштувало лише 27 000 доларів США на рік, а економія податків оцінюється в 40 мільйонів доларів США. Ingersoll Rand оголосила в березні 2009 року про намір перенести свої офіси з Бермудських островів до Ірландії, рішення, яке акціонери схвалили під час голосування.
У липні 2004 року бізнес Drilling Solutions був проданий шведській компанії Atlas Copco. Це включало заводи в США, Китаї, Японії, що виготовляють наземні роторні вибухові та глибокі свердловини. Atlas Copco придбала компанію за 225 мільйонів доларів. Drilling Solutions був успадкованим бізнесом з моменту заснування компанії.
У травні 2007 року компанія оголосила, що розглядає можливість продажу або виділення свого підрозділу Bobcat, комунального обладнання та навісного обладнання. Після цього продажу Ingersoll Rand залишила сектори промислових технологій, технологій клімат-контролю та технологій безпеки. Це завершило трансформацію від торгової марки різноманітного обладнання до диверсифікованої промислової компанії.
У лютому 2007 року Volvo, шведський виробник вантажівок та будівельної техніки, оголосила про свою згоду купити підрозділ дорожньо-будівельної техніки Ingersoll-Rand за 1,3 мільярда доларів готівкою, щоб розширити свою діяльність у Сполучених Штатах. Дорожній підрозділ виробляє та продає обладнання для асфальтування, ущільнювальну техніку, фрезерні верстати та обладнання для перевантаження матеріалів, пов’язане з будівництвом, і за 2006 рік отримав чистий дохід у розмірі приблизно 850 мільйонів доларів США. Продаж включав виробничі потужності в Пенсільванії, Німеччині, Китаї та Індії, а також 20 об'єктів розподілу та обслуговування в Сполучених Штатах. У бізнесі працює близько 2000 людей по всьому світу.[Потрібна цитата]
30 липня 2007 року Ingersoll Rand оголосила, що підприємства комунальних послуг та навісного обладнання були продані компанії Doosan Infracore, що є частиною південнокорейського chaebol Doosan, за 4,9 мільярда доларів США. [Архівовано 12 жовтня 2007 у Wayback Machine.]
17 грудня 2007 року Ingersoll Rand оголосила про пропозицію придбати Trane, постачальника систем вентиляції та кондиціонування повітря, за допомогою акцій та готівки. Покупка була схвалена акціонерами Trane, і підрозділ став частиною бізнесу технологій клімат-контролю, який розділений на комерційні та житлові бізнес-одиниці, кожна з яких підпорядковується безпосередньо голові.[9] Продаж було завершено 5 червня 2008 року.[10]
2 грудня 2013 року Ingersoll Rand завершила виділення свого сектору обладнання безпеки в окремий бізнес під назвою Allegion, який підтримує комерційні та житлові марки обладнання безпеки, такі як Schlage, Von Duprin, LCN, Bricard, Interflex, Normbau та CISA.
У серпні 2014 року було оголошено, що Ingersoll-Rand придбає установку відцентрового стиснення Cameron International за 850 мільйонів доларів.[12]
У вересні 2017 року Американський фонд астми та алергії та Allergy Standards Limited оголосили, що очисник повітря для всього будинку Trane CleanEffects™ від Ingersoll Rand отримав сертифікат, придатний до астми та алергії. Це перший очисник повітря для дому, який отримав цю сертифікацію. [Архівовано 28 вересня 2020 у Wayback Machine.]
У 2017 році Ingersoll Rand придбала італійського виробника кліматичного обладнання Thermocold SpA з метою посилення присутності на європейському ринку. З 2019 року бренд входить до складу компанії Trane Technologies, яка зосередила свою діяльність на сталих рішеннях у сфері кліматичних технологій.
У жовтні 2018 року Ingersoll Rand отримала долю в поглинанні свого бізнесу електроінструментів, вартість якого в результаті потенційного продажу становила 750 мільйонів доларів. Електроінструменти є найстарішим бізнесом з найменшим прибутком, і рішення про продаж цього пристрою чи ні, не було оголошено.
У 2020 році Ingersoll Rand продала свої підприємства, які не мають холодильного обладнання, шляхом зворотної трансакції Morris Trust компанії Gardner Denver, перейменувавши себе як Trane Technologies і зосередившись на комерційному HVAC, житловому HVAC (Trane) і Refrigeration Transport (Thermo King).

## Корпоративні справи
Штаб-квартира Trane Technologies знаходиться в Swords, Ірландія. Її європейська штаб-квартира знаходиться в Сінт-Стівенс-Волуве, Завентем, Бельгія. Штаб-квартира в Азії знаходиться у вежі B центру міста Шанхай у Шанхаї, Китайська Народна Республіка. Його північноамериканська штаб-квартира знаходиться в Девідсоні, штат Північна Кароліна.[17][18]

### Бренди та дочірні компанії
Список брендів і дочірніх компаній компанії включає:
- Ameristar - HVAC обладнання
- Service First (SF) – запчастини HVACR
- Thermo King – холодильні установки для транспортної промисловості, установки HVAC для автобусів і потягів
- Trane – обладнання HVAC (включає продукти американського стандарту HVAC).